# Дурбак Павло

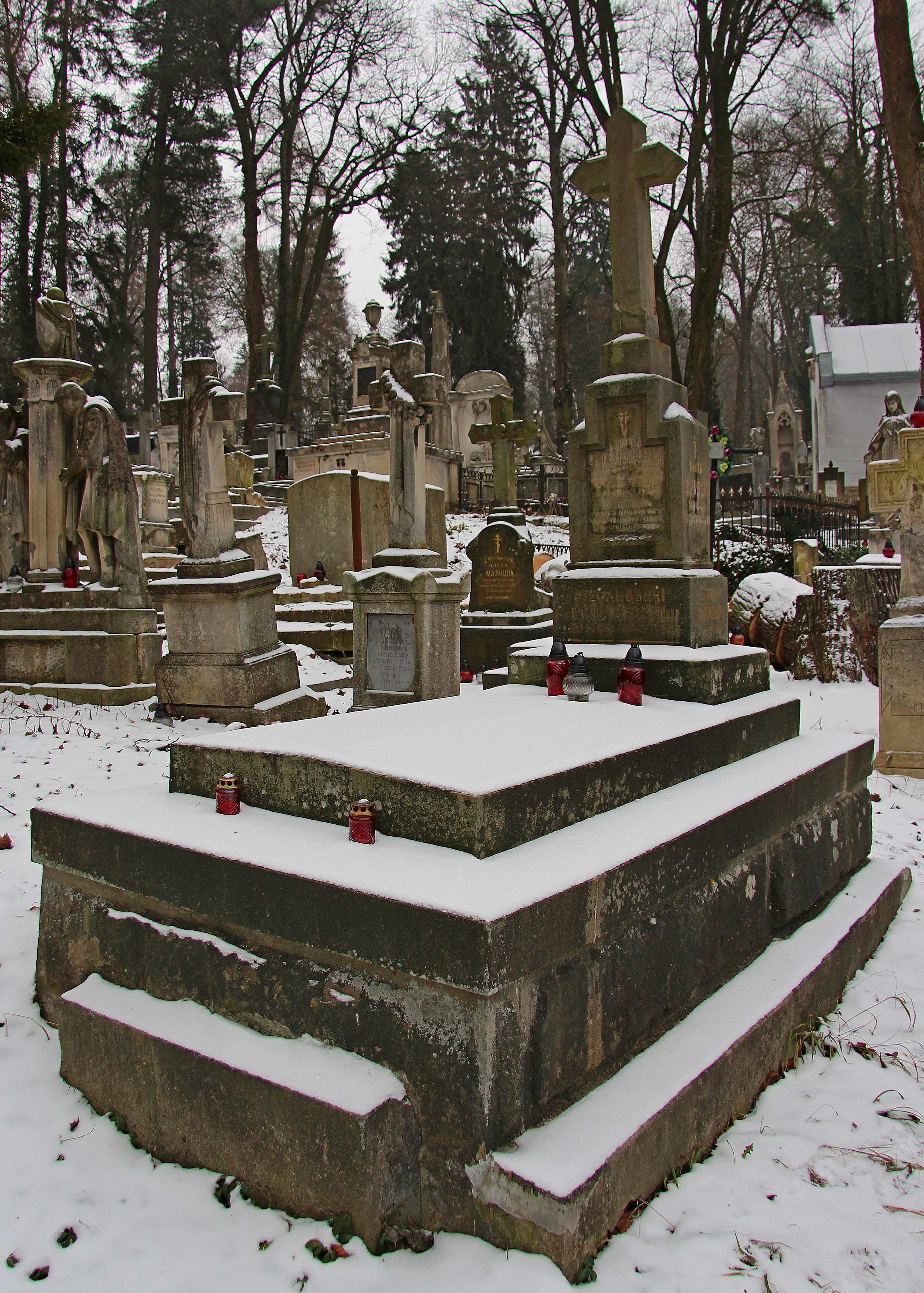

Павло́ Дурба́к (18 листопада 1879, Войнилів, Калуський повіт — 2 жовтня 1960, м. Львів) — український промисловець і підприємець, інженер машинобудування, сотник-інтендант та головний інтендант Української Галицької Армії.

## Життєпис
Народився 1879 року у Войнилові Калуського повіту.
Взяв шлюб з Мартою Софією Стефанович; у шлюбі народилися сини Борис (1908—2001) Тарас (1911—1996) та Олександр (1917—2002).
Від студентських років з групою колег організував та став головою «Основи» товариства українських студентів політехніки у Львові. Довгі роки вів своє технічне бюро у Львові — як авторизований цивільний інженер машинового будівництва. Не обмежував свої праці лише до рамок професійного звання, але також брав участь у багатьох громадських товариствах, інституціях та організаціях. Разом з іншими інженерами — Андрій Корнелля, Ярослав Стефанович, Витовт Монастирський та інші, заснував Українське технічне товариство, цілий час його існування був в управі — чи як голова, чи як член Головного виділу, також як скарбник товариства (1933 року став почесним членом товариства).
У часі визвольних змагань 1918 року став до лав Галицької Армії, призначений на пост начальника постачання при Начальній Команді УГА. Своєю працею привернув увагу Головного отамана Симона Петлюри, який покликав його на пост начальника постачання при штабі армії УНР — з рангою товариша міністра військових справ.
По нещасливому вислідку визвольних змагань до Львова та продовжив професійну працю; короткий час був професором Таємного українського університету. Входив до управи товариства «Праця», заснованого Іваном Левинським. Став директором «Акційної спілки для будівельного промислу». Заснував власне підприємство — фабрику свічок «Керос».
З приходом совєтської влади арештований і вивезений на заслання. Вернувшись із заслання до Львова, зламаний фізично, уже не був в силі відновити своєї активності.
Помер 1960 року у Львові. Похований у гробівці Петрушевичів — Стефановичів на 5 полі Личаківського цвинтаря.